# Jeffrey R. Holland
Jeffrey Roy Holland, né le 3 décembre 1940 à Saint George (Utah), est un enseignant et dirigeant religieux américain, membre du Collège des douze apôtres de l'Église de Jésus-Christ des saints des derniers jours.

## Jeunesse et études
J. R. Holland est le fils de Frank D. Holland, converti à l'Église de Jésus-Christ des saints des derniers jours tandis que sa mère est issue d'une longue lignée de saints des derniers jours. Jeune homme, Holland a servi une mission en Angleterre. Son président de mission est Marion D. Hanks, autorité générale de l'Église.
J.R. Holland est diplômé de ‘Dixie High School’. Il effectue ses études universitaires à Dixie College avant sa mission. Après son retour de mission, il est co-capitaine de l'équipe de basket-ball de Dixie. Il s'inscrit plus tard à l'université Brigham Young (BYU) où il obtient un baccalauréat ès arts en langue anglaise. Il reçoit ensuite un Master of Arts (postgraduate) en éducation religieuse de la BYU tout en enseignant la religion à temps partiel.
Après avoir obtenu sa maîtrise, J.R. Holland devient enseignant à l’institut de religion à Hayward, en Californie. Il est ensuite directeur de l'institut à Seattle, dans l'État de Washington. Dans cette ville, il est évêque d'une paroisse de jeunes adultes. Il fréquente l'université Yale où il obtient une deuxième maîtrise, cette fois en études américaines, et plus tard, un doctorat dans la même matière.
À Yale, J.R. Holland étudie avec l'érudit et critique littéraire américain Richard Lewis, auteur d'une thèse sur le sens religieux de Mark Twain.
Alors au Connecticut, J.R. Holland sert en tant que conseiller à la présidence du Pieu de Hartford qui avait été organisé en 1966.

## Dirigeant d'université et du système d'éducation de l’Église
J.R. Holland est directeur de l'institut à Salt Lake City après avoir obtenu son doctorat. Il sert ensuite comme dirigeant de la prêtrise de Melchisédech. En 1974, il est nommé doyen de l'éducation religieuse à l'université Brigham Young, dont il est à l'époque le plus jeune doyen. De 1976 à 1980, il occupe le poste de commissaire du système éducatif de l'Église. En 1980, il succède à Dallin H. Oaks comme président de l'université Brigham Young. La réalisation la plus notable de sa présidence est la fondation du centre universitaire de la BYU à Jérusalem. Il mène également une campagne de financement de 1 000 000 000 $ entre 1982 et 1987 et fait donner le nom de David Matthew Kennedy au Centre d'études internationales.
En tant que président de l'université, il cherche également à encourager l'excellence académique dans une atmosphère de foi. Il est président de l'Association américaine des présidents des collèges et universités indépendants (AAPICU) et membre du comité de président de la NCAA. 

## Dirigeant dans l'Église de Jésus-Christ des saints des derniers jours
Après la fin de son mandat de président de l'université Brigham Young, J.R. Holland est appelé comme membre du Premier collège des soixante-dix le 1er avril 1989. Il est ordonné apôtre de l'Église de Jésus-Christ des saints des derniers jours le 23 juin 1994, après la mort du président de l'Église, Ezra Taft Benson, et est soutenu membre du Collège des douze apôtres le 1er octobre 1994.
Début août 2002, J.R. Holland préside l’inter-région du Chili de l'église pendant un an.
Aux conférences générales de l'automne 2007 et du printemps 2008, J.R. Holland prononce deux sermons qui répondent directement à des accusations selon lesquelles les Saints des derniers jours ne sont pas acceptés dans le monde du christianisme. À la conférence générale du printemps 2009, il donne un autre sermon sur la crucifixion de Jésus-Christ et l'importance de la déclaration du Christ : paroles de Jésus sur la croix : « Mon Dieu, mon Dieu, pourquoi m'as-tu abandonné ». Cette conférence est ensuite reformatée accompagnée de musique et diffusée sur un site Internet de l'Église, où, en août 2009, il avait été consulté plus de 500 000 fois,.
Après la mort de Russell Ballard, J.R. Holland est nommé président par intérim du Collège des douze apôtres le 15 novembre 2023.

## Famille
J.R. Holland et son épouse, Patricia Terry, se sont mariés le 7 juin 1963 au temple de Saint George, en Utah. Ils ont trois enfants. Son fils, Matthew S. Holland, a été nommé à la présidence de l'université de la vallée de l'Utah à Orem, en 2009.

## Distinctions
En 2009, il reçoit le prix Torch of Light, décerné par la Ligue antidiffamation (Anti-Defamation League).

## Publications
- However Long & Hard the Road (1985)
- On Earth As It Is In Heaven (1989)
- Christ and the New Covenant: The Messianic Message of the Book of Mormon (1997)
- Shepherds Why This Jubilee (2000)
- Of Souls, Symbols, and Sacraments (2001)
- Trusting Jesus (2003)
- Modesty, Makeovers, and the Pursuit of Physical Beauty: What Mothers and Daughters Need to Know (2006)
- Broken Things to Mend (2008)